# Schwellheim (Band)
Schwellheim ist eine Schweizer Musikgruppe aus Basel, die vor allem in den Genren Reggae und Dancehall tätig ist. Sie besteht aus elf Musikern.

## Geschichte
Schwellheim wurde 2005 in Allschwil, einem Vorort von Basel, gegründet und besteht seit der Gründung in fast gleich gebliebener Besetzung. Die Band hat mittlerweile drei Alben und eine EP veröffentlicht und über 150 Konzerte in der Schweiz und Deutschland gespielt.
Nach dem ersten Album Klassiker veröffentlichte Schwellheim Nur dini Seel als zweites Studiowerk und qualifizierte sich im Rahmen der nachfolgenden Tournee als beste deutschsprachige Musikgruppe für das Finale des European Reggae Contest 2013.
Im März 2015 erschien ihr drittes Album Musik für di, welches in den Schweizer Albumcharts den fünften Platz erreichte und eine Ernennung als „Best Talent“ vom Monat März des nationalen Musiksenders SRF3 mit sich brachte.
Nach einer Schaffenspause veröffentlichte Schwellheim im Sommer 2022 die EP Ei Schritt vorwärts….

## Diskografie

### Alben
| Jahr | Titel         | Anmerkungen |
| ---- | ------------- | ----------- |
| 2015 | Musik für di  | Platz 5 CH  |
| 2011 | Nur dini Seel |             |
| 2008 | Klassiker     |             |

### EP
| Jahr | Titel                 | Anmerkungen |
| ---- | --------------------- | ----------- |
| 2022 | Ei Schritt vorwärts … |             |